# Verwaltungsgemeinschaft Burgebrach
Die Verwaltungsgemeinschaft Burgebrach liegt im Landkreis Bamberg und besteht aus den folgenden Gemeinden:
1. Burgebrach, Markt, 7174 Einwohner, 87,84 km²
2. Schönbrunn i.Steigerwald, 1915 Einwohner, 24,70 km²

Sitz der 1978 gegründeten Verwaltungsgemeinschaft ist Burgebrach. Alle Teile zählen zur Metropolregion Nürnberg.